# 美属维尔京群岛旗帜
美属维尔京群岛旗帜，是美国属地美属维尔京群岛的旗帜，采用于1921年。该旗帜有美国国徽的简化版以及两侧的两个字母V与I（维尔京群岛的缩写）组成。旗帜中的老鹰一爪抓着月桂枝，另一爪抓着三支箭。这三支箭代表美属维尔京群岛的3个主要岛屿：圣托马斯岛、圣约翰岛、圣克洛伊岛。

直到1917年在丹属西印度群岛中使用的殖民地旗帜。